# Kuru (Alutaguse)
Koordinaten: 59° 0′ N, 27° 17′ O
Kuru ist ein Dorf (estnisch küla) in der Landgemeinde Alutaguse (bis 2017 Iisaku). Es liegt im Kreis Ida-Viru (Ost-Wierland) im Nordosten Estlands.

## Beschreibung und Geschichte
Das Dorf hat 57 Einwohner (Stand 16. Oktober 2010). Es liegt am Nordufer des Peipussees (Peipsi järv) mit seinen Sandstränden. Bei dem Dorf mündet der fünf Kilometer lange Kuru-Bach (Kuru oja) in den Peipussee.
Der Ort wurde erstmals 1426 urkundlich erwähnt. In Kuru befindet sich eine der ältesten Coniferopsida Estlands, eine ca. 370 Jahre alte Waldkiefer. Der Baum hat eine Höhe von sieben Metern und einen Durchmesser von drei Metern.